# Phase finale de la Ligue Europa Conférence 2022-2023
Navigation
Phase de groupes Finale
La phase finale de l'édition 2022-2023 de la Ligue Europa Conférence commence le 16 février 2023 avec la phase aller des barrages et se termine le 7 juin 2023 avec la finale au Eden Aréna de Prague afin de décider du vainqueur de la compétition.
Un total de vingt-quatre équipes y prend part.

## Calendrier
Tous les tirages au sort ont lieu au quartier général de l'UEFA à Nyon en Suisse.
| Phase                                                  | Tirage au sort                | Date aller                    | Date retour                   | Équipes participantes  |
| ------------------------------------------------------ | ----------------------------- | ----------------------------- | ----------------------------- | ---------------------- |
| Barrages                                               | 7 novembre 2022               | 16 février 2023               | 23 février 2023               | 16 (8 + 8)             |
| Huitièmes de finale                                    | 24 février 2023               | 9 mars 2023                   | 16 mars 2023                  | 16 (8 + 8 barragistes) |
| Quarts de finale                                       | 17 mars 2023                  | 13 avril 2023                 | 20 avril 2023                 | 8                      |
| Demi-finales                                           | 17 mars 2023                  | 11 mai 2023                   | 18 mai 2023                   | 4                      |
| Finale                                                 | mercredi 7 juin 2023 à Prague | mercredi 7 juin 2023 à Prague | mercredi 7 juin 2023 à Prague | 2                      |
| en italique : clubs repêchés de la Ligue des champions |                               |                               |                               |                        |

## Barrages de la phase à élimination directe
Les deuxièmes de la phase de groupes de la Ligue Europa Conférence, rejoints par les huit équipes ayant terminé troisièmes de leur groupe en Ligue Europa, participent aux barrages de la phase à élimination directe de la Ligue Europa Conférence. Les huit premiers de la phase de groupes de la Ligue Europa Conférence, quant à eux, commencent leur phase finale par les huitièmes de finale.
Deux équipes d'une même association nationale ne peuvent pas se rencontrer en barrage. Le tirage au sort a lieu le 7 novembre 2022 à Nyon. Les deuxièmes de groupe, têtes de série, jouent leur match retour à domicile.
| Groupe | 2e de groupe      | 3e de groupe de Ligue Europa |
| ------ | ----------------- | ---------------------------- |
| A      | ACF Fiorentina    | FK Bodø/Glimt                |
| B      | RSC Anderlecht    | AEK Larnaca                  |
| C      | Lech Poznań       | Ludogorets Razgrad           |
| D      | Partizan Belgrade | SC Braga                     |
| E      | SK Dnipro-1       | Sheriff Tiraspol             |
| F      | KAA La Gantoise   | Lazio Rome                   |
| G      | CFR Cluj          | Qarabağ FK                   |
| H      | FC Bâle           | Trabzonspor                  |

Les matchs aller se jouent le 16 février 2023 tandis que les matchs retour se déroulent le 23 février 2023. Les clubs repéchés de la Ligue Europa joueront le match aller à domicile. Les clubs ayant fini 2e des groupes de Ligue Europa Conférence joueront le match retour à domicile.
| Équipe             | Aller | Total             | Retour | Équipe            |
| ------------------ | ----- | ----------------- | ------ | ----------------- |
| Qarabağ FK         | 1 - 0 | 1 - 1 (3 - 5 tab) | 0 - 1  | KAA La Gantoise   |
| Trabzonspor        | 1 - 0 | 1 - 2             | 0 - 2  | FC Bâle           |
| Lazio Rome         | 1 - 0 | 1 - 0             | 0 - 0  | CFR Cluj          |
| FK Bodø/Glimt      | 0 - 0 | 0 - 1             | 0 - 1  | Lech Poznań       |
| SC Braga           | 0 - 4 | 2 - 7             | 2 - 3  | ACF Fiorentina    |
| AEK Larnaca        | 1 - 0 | 1 - 0             | 0 - 0  | SK Dnipro-1       |
| Sheriff Tiraspol   | 0 - 1 | 3 - 2             | 3 - 1  | Partizan Belgrade |
| Ludogorets Razgrad | 1 - 0 | 2 - 2 (0 - 3 tab) | 1 - 2  | RSC Anderlecht    |

| 16 février 2023 | Qarabağ FK                         | 1 - 0   | KAA La Gantoise                              | Stade Tofiq-Béhramov, Bakou                                                           |                                                                                       |
| 18h45 CET       | Andrade 78e                        | (0 - 0) |                                              | Spectateurs : 25 452 Arbitrage : Mohammed Al-Hakim Arbitre vidéo : Bartosz Frankowski | Spectateurs : 25 452 Arbitrage : Mohammed Al-Hakim Arbitre vidéo : Bartosz Frankowski |
| 18h45 CET       | Gugeshashvili 90+2e · Xhixha 90+7e | Rapport | 51e Torunarigha · 71e De Sart · 90+4e Marreh | Spectateurs : 25 452 Arbitrage : Mohammed Al-Hakim Arbitre vidéo : Bartosz Frankowski | Spectateurs : 25 452 Arbitrage : Mohammed Al-Hakim Arbitre vidéo : Bartosz Frankowski |

| 23 février 2023 | KAA La Gantoise                                | 1 - 0                 | Qarabağ FK                               | Ghelamco Arena, Gand                                                        |                                                                             |
| 21h00 CET       | Orban 74e                                      | (0 - 0, 1 - 0, 1 - 0) |                                          | Spectateurs : 11 724 Arbitrage : William Collum Arbitre vidéo : David Coote | Spectateurs : 11 724 Arbitrage : William Collum Arbitre vidéo : David Coote |
| 21h00 CET       | Depoitre 52e · Fortuna 77e · Cuypers 86e       | Rapport               | 14e Vešović · 41e Qurbanlı · 51e Romão · | Spectateurs : 11 724 Arbitrage : William Collum Arbitre vidéo : David Coote | Spectateurs : 11 724 Arbitrage : William Collum Arbitre vidéo : David Coote |
| 21h00 CET       | De Sart · Cuypers · Orban · Marreh · Van Daele | Tirs au but 5 - 3     | Richard · Diakhaby · Bayramov · Benzia   | Spectateurs : 11 724 Arbitrage : William Collum Arbitre vidéo : David Coote | Spectateurs : 11 724 Arbitrage : William Collum Arbitre vidéo : David Coote |

| 16 février 2023 | Trabzonspor        | 1 - 0   | FC Bâle | Medical Park Stadyumu, Trabzon                                                 |                                                                                |
| 18h45 CET       | Stryger Larsen 65e | (0 - 0) |         | Spectateurs : 26 184 Arbitrage : Donatas Rumšas Arbitre vidéo : Chris Kavanagh | Spectateurs : 26 184 Arbitrage : Donatas Rumšas Arbitre vidéo : Chris Kavanagh |
| 18h45 CET       | Siópis 38e         | Rapport |         | Spectateurs : 26 184 Arbitrage : Donatas Rumšas Arbitre vidéo : Chris Kavanagh | Spectateurs : 26 184 Arbitrage : Donatas Rumšas Arbitre vidéo : Chris Kavanagh |

| 23 février 2023 | FC Bâle                                       | 2 - 0   | Trabzonspor                       | Parc Saint-Jacques, Bâle                                                               |                                                                                        |
| 21h00 CET       | Amdouni 13e · Zeqiri 76e                      | (1 - 0) |                                   | Spectateurs : 24 428 Arbitrage : Antonio Mateu Lahoz Arbitre vidéo : Ricardo de Burgos | Spectateurs : 24 428 Arbitrage : Antonio Mateu Lahoz Arbitre vidéo : Ricardo de Burgos |
| 21h00 CET       | Hitz 49e · Xhaka 59e · Zeqiri 81e · Ndoye 88e | Rapport | 15e Haspolat · 29e Stryger Larsen | Spectateurs : 24 428 Arbitrage : Antonio Mateu Lahoz Arbitre vidéo : Ricardo de Burgos | Spectateurs : 24 428 Arbitrage : Antonio Mateu Lahoz Arbitre vidéo : Ricardo de Burgos |

| 16 février 2023 | Lazio Rome                                                   | 1 - 0   | CFR Cluj                                   | Stade olympique de Rome, Rome                                                      |                                                                                    |
| 21h00 CET       | Immobile 45+4e                                               | (1 - 0) |                                            | Spectateurs : 11 690 Arbitrage : Craig Pawson Arbitre vidéo : Jarred Gavan Gillett | Spectateurs : 11 690 Arbitrage : Craig Pawson Arbitre vidéo : Jarred Gavan Gillett |
| 21h00 CET       | Patric 15e · Zaccagni 39e · Milinković-Savić 43e · Hysaj 49e | Rapport | 41e Adjei-Boateng · 45+3e Yuri · 79e Hoban | Spectateurs : 11 690 Arbitrage : Craig Pawson Arbitre vidéo : Jarred Gavan Gillett | Spectateurs : 11 690 Arbitrage : Craig Pawson Arbitre vidéo : Jarred Gavan Gillett |

| 23 février 2023 | CFR Cluj                             | 0 - 0   | Lazio Rome                | Stade Dr.-Constantin-Rădulescu, Cluj-Napoca                               |                                                                           |
| 18h45 CET       | Muhar 36e, 77e · Deac 54e · Cvek 59e | (0 - 0) | 14e Casale · 37e Immobile | Spectateurs : 15 955 Arbitrage : Felix Zwayer Arbitre vidéo : Harm Osmers | Spectateurs : 15 955 Arbitrage : Felix Zwayer Arbitre vidéo : Harm Osmers |
| 18h45 CET       | Rapport                              |         |                           | Spectateurs : 15 955 Arbitrage : Felix Zwayer Arbitre vidéo : Harm Osmers | Spectateurs : 15 955 Arbitrage : Felix Zwayer Arbitre vidéo : Harm Osmers |

| 16 février 2023 | FK Bodø/Glimt | 0 - 0   | Lech Poznań  | Aspmyra Stadion, Bodø                                                                    |                                                                                          |
| 18h45 CET       |               | (0 - 0) |              | Spectateurs : 6 925 Arbitrage : Harald Lechner Arbitre vidéo : Christian-Petru Ciochirca | Spectateurs : 6 925 Arbitrage : Harald Lechner Arbitre vidéo : Christian-Petru Ciochirca |
| 18h45 CET       | Moumbagna 66e | Rapport | 34e Murawski | Spectateurs : 6 925 Arbitrage : Harald Lechner Arbitre vidéo : Christian-Petru Ciochirca | Spectateurs : 6 925 Arbitrage : Harald Lechner Arbitre vidéo : Christian-Petru Ciochirca |

| 23 février 2023 | Lech Poznań | 1 - 0   | FK Bodø/Glimt         | Stade municipal de Poznań, Poznań                                            |                                                                              |
| 21h00 CET       | Ishak 63e   | (0 - 0) |                       | Spectateurs : 34 017 Arbitrage : Nikola Dabanović Arbitre vidéo : Fran Jović | Spectateurs : 34 017 Arbitrage : Nikola Dabanović Arbitre vidéo : Fran Jović |
| 21h00 CET       | Pereira 40e | Rapport | 61e Berg · 89e Žugelj | Spectateurs : 34 017 Arbitrage : Nikola Dabanović Arbitre vidéo : Fran Jović | Spectateurs : 34 017 Arbitrage : Nikola Dabanović Arbitre vidéo : Fran Jović |

| 16 février 2023 | SC Braga    | 0 - 4   | ACF Fiorentina                      | Stade municipal de Braga, Braga                                            |                                                                            |
| 18h45 CET       |             | (0 - 1) | 45+1e 60e Jović · 79e 90e Cabral    | Spectateurs : 13 041 Arbitrage : Matej Jug Arbitre vidéo : Nejc Kajtazovic | Spectateurs : 13 041 Arbitrage : Matej Jug Arbitre vidéo : Nejc Kajtazovic |
| 18h45 CET       | Tormena 55e | Rapport | 50e Venuti · 86e Kouamé · 90e Ikoné | Spectateurs : 13 041 Arbitrage : Matej Jug Arbitre vidéo : Nejc Kajtazovic | Spectateurs : 13 041 Arbitrage : Matej Jug Arbitre vidéo : Nejc Kajtazovic |

| 23 février 2023 | ACF Fiorentina                                              | 3 - 2   | SC Braga               | Stade Artemio-Franchi, Florence                                               |                                                                               |
| 21h00 CET       | Mandragora 37e · Saponara 58e · Cabral 83e                  | (1 - 2) | 17e Castro · 34e Djaló | Spectateurs : 13 603 Arbitrage : Benoît Bastien Arbitre vidéo : Benoît Millot | Spectateurs : 13 603 Arbitrage : Benoît Bastien Arbitre vidéo : Benoît Millot |
| 21h00 CET       | Dodô 39e · González 56e · Martínez Quarta 70e · Biraghi 70e | Rapport |                        | Spectateurs : 13 603 Arbitrage : Benoît Bastien Arbitre vidéo : Benoît Millot | Spectateurs : 13 603 Arbitrage : Benoît Bastien Arbitre vidéo : Benoît Millot |

| 16 février 2023 | AEK Larnaca | 1 - 0   | SK Dnipro-1               | AEK Arena, Larnaca                                                      |                                                                         |
| 21h00 CET       | García 81e  | (0 - 0) |                           | Spectateurs : 4 077 Arbitrage : Jakob Kehlet Arbitre vidéo : Fedayi San | Spectateurs : 4 077 Arbitrage : Jakob Kehlet Arbitre vidéo : Fedayi San |
| 21h00 CET       | García 39e  | Rapport | 19e Hamache · 59e Tanchyk | Spectateurs : 4 077 Arbitrage : Jakob Kehlet Arbitre vidéo : Fedayi San | Spectateurs : 4 077 Arbitrage : Jakob Kehlet Arbitre vidéo : Fedayi San |

| 23 février 2023 | SK Dnipro-1                             | 0 - 0   | AEK Larnaca                         | Košická futbalová aréna, Košice ( Slovaquie)                                   |                                                                                |
| 18h45 CET       | Peglow 56e · Hayner 61e · Hutsulyak 76e | (0 - 0) | 13e García · 63e Tomović · 82e Pons | Spectateurs : 3 527 Arbitrage : Andris Treimanis Arbitre vidéo : Rob Dieperink | Spectateurs : 3 527 Arbitrage : Andris Treimanis Arbitre vidéo : Rob Dieperink |
| 18h45 CET       | Rapport                                 |         |                                     | Spectateurs : 3 527 Arbitrage : Andris Treimanis Arbitre vidéo : Rob Dieperink | Spectateurs : 3 527 Arbitrage : Andris Treimanis Arbitre vidéo : Rob Dieperink |

| 16 février 2023 | Sheriff Tiraspol               | 0 - 1   | Partizan Belgrade                     | Stade Zimbru, Chișinău                                                 |                                                                        |
| 21h00 CET       |                                | (0 - 1) | 45e Gomes                             | Spectateurs : 0 Arbitrage : Harm Osmers Arbitre vidéo : Benjamin Brand | Spectateurs : 0 Arbitrage : Harm Osmers Arbitre vidéo : Benjamin Brand |
| 21h00 CET       | Tapsoba 45+2e · Moumouni 90+7e | Rapport | 36e Belić · 50e Vujačić · 72e Popović | Spectateurs : 0 Arbitrage : Harm Osmers Arbitre vidéo : Benjamin Brand | Spectateurs : 0 Arbitrage : Harm Osmers Arbitre vidéo : Benjamin Brand |

| 23 février 2023 | Partizan Belgrade | 1 - 3   | Sheriff Tiraspol                   | Stade du Partizan, Belgrade                                                   |                                                                               |
| 18h45 CET       | Menig 13e         | (1 - 2) | 22e (pen.) Badolo · 45+1e 47e Diop | Spectateurs : 8 575 Arbitrage : Andreas Ekberg Arbitre vidéo : Chris Kavanagh | Spectateurs : 8 575 Arbitrage : Andreas Ekberg Arbitre vidéo : Chris Kavanagh |
| 18h45 CET       | Baždar 88e        | Rapport | 28e Radeljić · 68e Kyabou          | Spectateurs : 8 575 Arbitrage : Andreas Ekberg Arbitre vidéo : Chris Kavanagh | Spectateurs : 8 575 Arbitrage : Andreas Ekberg Arbitre vidéo : Chris Kavanagh |

| 16 février 2023 | Ludogorets Razgrad                     | 1 - 0   | RSC Anderlecht                           | Ludogorets Arena, Razgrad                                               |                                                                         |
| 21h00 CET       | Thiago 9e                              | (1 - 0) |                                          | Spectateurs : 4 417 Arbitrage : Duje Strukan Arbitre vidéo : Fran Jović | Spectateurs : 4 417 Arbitrage : Duje Strukan Arbitre vidéo : Fran Jović |
| 21h00 CET       | Show 69e · Padt 90+1e · Despodov 90+4e | Rapport | 45+3e Slimani · 61e Murillo · 81e Debast | Spectateurs : 4 417 Arbitrage : Duje Strukan Arbitre vidéo : Fran Jović | Spectateurs : 4 417 Arbitrage : Duje Strukan Arbitre vidéo : Fran Jović |

| 23 février 2023 | RSC Anderlecht                                 | 2 - 1                 | Ludogorets Razgrad                                                         | Lotto Park, Anderlecht                                                       |                                                                              |
| 18h45 CET       | Russo 13e (csc) · Verschaeren 68e              | (1 - 0, 2 - 1, 2 - 1) | 71e Thiago                                                                 | Spectateurs : 15 822 Arbitrage : Daniel Siebert Arbitre vidéo : Sören Storks | Spectateurs : 15 822 Arbitrage : Daniel Siebert Arbitre vidéo : Sören Storks |
| 18h45 CET       | Stroeykens 16e · Arnstad 93e · Sardella 120+3e | Rapport               | 16e Naressi · 26e, 97e Piotrowski · 56e Russo · 84e Pipa · 90+6e Tissera · | Spectateurs : 15 822 Arbitrage : Daniel Siebert Arbitre vidéo : Sören Storks | Spectateurs : 15 822 Arbitrage : Daniel Siebert Arbitre vidéo : Sören Storks |
| 18h45 CET       | Rafaelov · Vertonghen · Verschaeren            | Tirs au but 3 - 0     | Pipa · Yankov · Naressi                                                    | Spectateurs : 15 822 Arbitrage : Daniel Siebert Arbitre vidéo : Sören Storks | Spectateurs : 15 822 Arbitrage : Daniel Siebert Arbitre vidéo : Sören Storks |

## Huitièmes de finale
Les vainqueurs de la phase de groupes de la Ligue Europa Conférence, rejoints par les huit équipes vainqueurs des barrages de la phase à élimination directe, participent aux huitièmes de finale de la Ligue Europa Conférence.
Deux équipes d'une même association nationale ne peuvent pas se rencontrer en huitièmes de finale. Cette restriction est levée ensuite à partir des quarts de finale. Le tirage au sort a lieu le 24 février 2023 à Nyon. Les huitièmes de finale se jouent le 9 mars pour les matchs aller et le 16 mars pour les matchs retour.
| Vainqueur de groupe          | Vainqueur des barrages |
| ---------------------------- | ---------------------- |
| İstanbul Başakşehir (Grp. A) | KAA La Gantoise        |
| West Ham United (Grp. B)     | FC Bâle                |
| Villarreal CF (Grp. C)       | Lazio Rome             |
| OGC Nice (Grp. D)            | Lech Poznań            |
| AZ Alkmaar (Grp. E)          | ACF Fiorentina         |
| Djurgårdens IF (Grp. F)      | AEK Larnaca            |
| Sivasspor (Grp. G)           | Sheriff Tiraspol       |
| Slovan Bratislava (Grp. H)   | RSC Anderlecht         |

| Équipe           | Aller | Total             | Retour | Équipe              |
| ---------------- | ----- | ----------------- | ------ | ------------------- |
| AEK Larnaca      | 0 - 2 | 0 - 6             | 0 - 4  | West Ham United     |
| ACF Fiorentina   | 1 - 0 | 5 - 1             | 4 - 1  | Sivasspor           |
| Lazio Rome       | 1 - 2 | 2 - 4             | 1 - 2  | AZ Alkmaar          |
| Lech Poznań      | 2 - 0 | 5 - 0             | 3 - 0  | Djurgårdens IF      |
| FC Bâle          | 2 - 2 | 4 - 4 (4 - 1 tab) | 2 - 2  | Slovan Bratislava   |
| Sheriff Tiraspol | 0 - 1 | 1 - 4             | 1 - 3  | OGC Nice            |
| RSC Anderlecht   | 1 - 1 | 2 - 1             | 1 - 0  | Villarreal CF       |
| KAA La Gantoise  | 1 - 1 | 5 - 2             | 4 - 1  | İstanbul Başakşehir |

| 9 mars 2023 | AEK Larnaca | 0 - 2   | West Ham United         | AEK Arena, Larnaca                                                        |                                                                           |
| 18h45 CET   |             | (0 - 2) | 36e 45e Antonio         | Spectateurs : 6 654 Arbitrage : Espen Eskås Arbitre vidéo : Rob Dieperink | Spectateurs : 6 654 Arbitrage : Espen Eskås Arbitre vidéo : Rob Dieperink |
| 18h45 CET   |             | Rapport | 68e Downes · 87e Kehrer | Spectateurs : 6 654 Arbitrage : Espen Eskås Arbitre vidéo : Rob Dieperink | Spectateurs : 6 654 Arbitrage : Espen Eskås Arbitre vidéo : Rob Dieperink |

| 16 mars 2023 | West Ham United                           | 4 - 0   | AEK Larnaca   | Stade de Londres, Londres                                                  |                                                                            |
| 21h00 CET    | Scamacca 21e · Bowen 47e 49e · Mubama 65e | (1 - 0) |               | Spectateurs : 40 482 Arbitrage : Georgi Kabakov Arbitre vidéo : Fedayi San | Spectateurs : 40 482 Arbitrage : Georgi Kabakov Arbitre vidéo : Fedayi San |
| 21h00 CET    | Mubama 67e                                | Rapport | 44e Gus Ledes | Spectateurs : 40 482 Arbitrage : Georgi Kabakov Arbitre vidéo : Fedayi San | Spectateurs : 40 482 Arbitrage : Georgi Kabakov Arbitre vidéo : Fedayi San |

| 9 mars 2023 | ACF Fiorentina                                                    | 1 - 0   | Sivasspor                             | Stade Artemio-Franchi, Florence                                           |                                                                           |
| 21h00 CET   | Barák 69e                                                         | (0 - 0) |                                       | Spectateurs : 16 255 Arbitrage : Enea Jorgji Arbitre vidéo : Luis Godinho | Spectateurs : 16 255 Arbitrage : Enea Jorgji Arbitre vidéo : Luis Godinho |
| 21h00 CET   | Amrabat 59e · Jović 62e · Cabral 83e · Biraghi 90+1e · Dodô 90+4e | Rapport | 42e Sáiz · 90+3e Cofie · 90+4e Gradel | Spectateurs : 16 255 Arbitrage : Enea Jorgji Arbitre vidéo : Luis Godinho | Spectateurs : 16 255 Arbitrage : Enea Jorgji Arbitre vidéo : Luis Godinho |

| 16 mars 2023 | Sivasspor                                                | 1 - 4   | ACF Fiorentina                                                   | Stade du 4-Septembre de Sivas, Sivas                                          |                                                                               |
| 18h45 CET    | Yeşilyurt 35e                                            | (1 - 1) | 44e Cabral · 62e Milenković · 78e (csc) Goútas · 89e Castrovilli | Spectateurs : 17 864 Arbitrage : Nikola Dabanović Arbitre vidéo : Harm Osmers | Spectateurs : 17 864 Arbitrage : Nikola Dabanović Arbitre vidéo : Harm Osmers |
| 18h45 CET    | Goútas 63e · Ulvestad 76e · Arslan 81e · Yeşilyurt 90+2e | Rapport | 65e Martínez Quarta · 90+2e Milenković                           | Spectateurs : 17 864 Arbitrage : Nikola Dabanović Arbitre vidéo : Harm Osmers | Spectateurs : 17 864 Arbitrage : Nikola Dabanović Arbitre vidéo : Harm Osmers |

| 7 mars 2023 | Lazio Rome | 1 - 2   | AZ Alkmaar                | Stade olympique, Rome                                                        |                                                                              |
| 18h45 CET   | Pedro 18e  | (1 - 1) | 45e Pavlídis · 62e Kerkez | Spectateurs : 19 584 Arbitrage : Glenn Nyberg Arbitre vidéo : Chris Kavanagh | Spectateurs : 19 584 Arbitrage : Glenn Nyberg Arbitre vidéo : Chris Kavanagh |
| 18h45 CET   |            | Rapport | 72e Clasie · 74e Kerkez   | Spectateurs : 19 584 Arbitrage : Glenn Nyberg Arbitre vidéo : Chris Kavanagh | Spectateurs : 19 584 Arbitrage : Glenn Nyberg Arbitre vidéo : Chris Kavanagh |

| 16 mars 2023 | AZ Alkmaar                  | 2 - 1   | Lazio Rome                  | AFAS Stadion, Alkmaar                                                     |                                                                           |
| 21h00 CET    | Karlsson 28e · Pavlídis 62e | (1 - 1) | 21e Anderson                | Spectateurs : 18 500 Arbitrage : Matej Jug Arbitre vidéo : Rade Obrenovič | Spectateurs : 18 500 Arbitrage : Matej Jug Arbitre vidéo : Rade Obrenovič |
| 21h00 CET    | Kerkez 2e                   | Rapport | 42e Vecino · 47e Pellegrini | Spectateurs : 18 500 Arbitrage : Matej Jug Arbitre vidéo : Rade Obrenovič | Spectateurs : 18 500 Arbitrage : Matej Jug Arbitre vidéo : Rade Obrenovič |

| 9 mars 2023 | Lech Poznań                 | 2 - 0   | Djurgårdens IF   | Stade municipal de Poznań, Poznań                                                 |                                                                                   |
| 21h00 CET   | Milić 39e · Marchwiński 82e | (1 - 0) |                  | Spectateurs : 40 222 Arbitrage : Stéphanie Frappart Arbitre vidéo : Tiago Martins | Spectateurs : 40 222 Arbitrage : Stéphanie Frappart Arbitre vidéo : Tiago Martins |
| 21h00 CET   | Murawski 60e · Ishak 67e    | Rapport | 49e Moros Gracia | Spectateurs : 40 222 Arbitrage : Stéphanie Frappart Arbitre vidéo : Tiago Martins | Spectateurs : 40 222 Arbitrage : Stéphanie Frappart Arbitre vidéo : Tiago Martins |

| 16 mars 2023 | Djurgårdens IF                                             | 0 - 3   | Lech Poznań                                                           | Tele2 Arena, Stockholm                                                   |                                                                          |
| 18h45 CET    |                                                            | (0 - 0) | 77e Marchwiński · 90+1e Kvekveskiri · 90+2e Skóraś                    | Spectateurs : 25 115 Arbitrage : Duje Strukan Arbitre vidéo : Ivan Bebek | Spectateurs : 25 115 Arbitrage : Duje Strukan Arbitre vidéo : Ivan Bebek |
| 18h45 CET    | Radetinac 9e · Danielson 44e · Andersson 73e · Šabović 87e | Rapport | 42e Karlström · 54e Murawski · 63e Sousa · 73e Szymczak · 83e Sobiech | Spectateurs : 25 115 Arbitrage : Duje Strukan Arbitre vidéo : Ivan Bebek | Spectateurs : 25 115 Arbitrage : Duje Strukan Arbitre vidéo : Ivan Bebek |

| 9 mars 2023 | FC Bâle                 | 2 - 2   | Slovan Bratislava                    | Parc Saint-Jacques, Bâle                                                  |                                                                           |
| 21h00 CET   | Amdouni 6e · Zeqiri 40e | (2 - 1) | 17e Medveděv · 70e Abubakari         | Spectateurs : 13 202 Arbitrage : Rade Obrenovič Arbitre vidéo : Matej Jug | Spectateurs : 13 202 Arbitrage : Rade Obrenovič Arbitre vidéo : Matej Jug |
| 21h00 CET   |                         | Rapport | 45+3e Weiss · 62e Lichý · 73e Kashia | Spectateurs : 13 202 Arbitrage : Rade Obrenovič Arbitre vidéo : Matej Jug | Spectateurs : 13 202 Arbitrage : Rade Obrenovič Arbitre vidéo : Matej Jug |

| 16 mars 2023 | Slovan Bratislava          | 2 - 2                 | FC Bâle                             | Tehelné pole, Bratislava                                                     |                                                                              |
| 18h45 CET    | Abubakari 11e · Kucka 17e  | (2 - 0, 2 - 2, 2 - 2) | 53e Calafiori · 90+3e Amdouni       | Spectateurs : 21 675 Arbitrage : Jakob Kehlet Arbitre vidéo : Chris Kavanagh | Spectateurs : 21 675 Arbitrage : Jakob Kehlet Arbitre vidéo : Chris Kavanagh |
| 18h45 CET    | De Marco 46e · Lovat 86e   | Rapport               | 85e Zeqiri · 104e Calafiori ·       | Spectateurs : 21 675 Arbitrage : Jakob Kehlet Arbitre vidéo : Chris Kavanagh | Spectateurs : 21 675 Arbitrage : Jakob Kehlet Arbitre vidéo : Chris Kavanagh |
| 18h45 CET    | Kucka · Barseghyan · Lovat | Tirs au but 1 - 4     | Diouf · Amdouni · Calafiori · Males | Spectateurs : 21 675 Arbitrage : Jakob Kehlet Arbitre vidéo : Chris Kavanagh | Spectateurs : 21 675 Arbitrage : Jakob Kehlet Arbitre vidéo : Chris Kavanagh |

| 9 mars 2023 | Sheriff Tiraspol                     | 0 - 1   | OGC Nice                             | Stade Zimbru, Chișinău                                                     |                                                                            |
| 18h45 CET   |                                      | (0 - 1) | 45+3e Amraoui                        | Spectateurs : 5 326 Arbitrage : Aliyar Aghayev Arbitre vidéo : Marco Guida | Spectateurs : 5 326 Arbitrage : Aliyar Aghayev Arbitre vidéo : Marco Guida |
| 18h45 CET   | Kpozo 12e · Akanbi 62e · Zohouri 86e | Rapport | 44e Dante · 64e Thuram · 73e Rosario | Spectateurs : 5 326 Arbitrage : Aliyar Aghayev Arbitre vidéo : Marco Guida | Spectateurs : 5 326 Arbitrage : Aliyar Aghayev Arbitre vidéo : Marco Guida |

| 16 mars 2023 | OGC Nice                              | 3 - 1   | Sheriff Tiraspol | Stade de Nice, Nice                                                               |                                                                                   |
| 21h00 CET    | Laborde 30e · Moffi 53e · Brahimi 79e | (1 - 0) | 54e Tapsoba      | Spectateurs : 23 070 Arbitrage : Lawrence Visser Arbitre vidéo : Nathan Verboomen | Spectateurs : 23 070 Arbitrage : Lawrence Visser Arbitre vidéo : Nathan Verboomen |
| 21h00 CET    | Rapport                               |         |                  | Spectateurs : 23 070 Arbitrage : Lawrence Visser Arbitre vidéo : Nathan Verboomen | Spectateurs : 23 070 Arbitrage : Lawrence Visser Arbitre vidéo : Nathan Verboomen |

| 9 mars 2023 | RSC Anderlecht | 1 - 1   | Villarreal CF | Stade d'Anderlecht, Anderlecht                                                  |                                                                                 |
| 18h45 CET   | Dreyer 57e     | (0 - 1) | 28e Trigueros | Spectateurs : 15 265 Arbitrage : Bartosz Frankowski Arbitre vidéo : Piotr Lasyk | Spectateurs : 15 265 Arbitrage : Bartosz Frankowski Arbitre vidéo : Piotr Lasyk |
| 18h45 CET   |                | Rapport | 37e Trigueros | Spectateurs : 15 265 Arbitrage : Bartosz Frankowski Arbitre vidéo : Piotr Lasyk | Spectateurs : 15 265 Arbitrage : Bartosz Frankowski Arbitre vidéo : Piotr Lasyk |

| 16 mars 2023 | Villarreal CF | 0 - 1   | RSC Anderlecht                                             | Stade de la Cerámica, Vila-real                                                  |                                                                                  |
| 21h00 CET    |               | (0 - 0) | 73e Slimani                                                | Spectateurs : 16 212 Arbitrage : Marco Di Bello Arbitre vidéo : Maurizio Mariani | Spectateurs : 16 212 Arbitrage : Marco Di Bello Arbitre vidéo : Maurizio Mariani |
| 21h00 CET    | Cuenca 78e    | Rapport | 18e Murillo · 66e Verschaeren · 70e Slimani · 82e Ashimeru | Spectateurs : 16 212 Arbitrage : Marco Di Bello Arbitre vidéo : Maurizio Mariani | Spectateurs : 16 212 Arbitrage : Marco Di Bello Arbitre vidéo : Maurizio Mariani |

| 9 mars 2023 | KAA La Gantoise | 1 - 1   | İstanbul Başakşehir                | Ghelamco Arena, Gand                                                            |                                                                                 |
| 21h00 CET   | Orban 35e       | (1 - 1) | 16e Okaka                          | Spectateurs : 11 334 Arbitrage : Kristo Tohver Arbitre vidéo : Sascha Stegemann | Spectateurs : 11 334 Arbitrage : Kristo Tohver Arbitre vidéo : Sascha Stegemann |
| 21h00 CET   |                 | Rapport | 49e Türüç · 83e Touba · 84e Gürler | Spectateurs : 11 334 Arbitrage : Kristo Tohver Arbitre vidéo : Sascha Stegemann | Spectateurs : 11 334 Arbitrage : Kristo Tohver Arbitre vidéo : Sascha Stegemann |

| 15 mars 2023 | İstanbul Başakşehir                 | 1 - 4   | KAA La Gantoise                 | Stade Fatih-Terim de Başakşehir, Istanbul                                    |                                                                              |
| 18h00 CET    | Januzaj 88e                         | (0 - 4) | 31e 32e 34e Orban · 37e Cuypers | Spectateurs : 8 216 Arbitrage : Benoît Bastien Arbitre vidéo : Willy Delajod | Spectateurs : 8 216 Arbitrage : Benoît Bastien Arbitre vidéo : Willy Delajod |
| 18h00 CET    | Gürler 24e · Biglia 36e · Touba 71e | Rapport |                                 | Spectateurs : 8 216 Arbitrage : Benoît Bastien Arbitre vidéo : Willy Delajod | Spectateurs : 8 216 Arbitrage : Benoît Bastien Arbitre vidéo : Willy Delajod |

## Quarts de finale
Le tirage au sort des quarts de finale, demi-finales et finale a lieu le 17 mars 2023 à Nyon. Les quarts de finale se jouent le 13 avril pour les matchs aller, et le 20 avril pour les matchs retour.
| Équipe          | Aller | Total             | Retour      | Équipe          |
| --------------- | ----- | ----------------- | ----------- | --------------- |
| Lech Poznań     | 1 - 4 | 4 - 6             | 3 - 2       | ACF Fiorentina  |
| KAA La Gantoise | 1 - 1 | 2 - 5             | 1 - 4       | West Ham United |
| RSC Anderlecht  | 2 - 0 | 2 - 2 (1 - 4 tab) | 0 - 2       | AZ Alkmaar      |
| FC Bâle         | 2 - 2 | 4 - 3             | 2 - 1 a. p. | OGC Nice        |

| 13 avril 2023 | Lech Poznań | 1 - 4   | ACF Fiorentina                                         | Stade municipal de Poznań, Poznań                                        |                                                                          |
| 21h00 CET     | Velde 20e   | (1 - 2) | 4e Cabral · 41e González · 58e Bonaventura · 63e Ikoné | Spectateurs : 41 609 Arbitrage : Irfan Peljto Arbitre vidéo : Fedayi San | Spectateurs : 41 609 Arbitrage : Irfan Peljto Arbitre vidéo : Fedayi San |
| 21h00 CET     |             | Rapport | 83e Ranieri                                            | Spectateurs : 41 609 Arbitrage : Irfan Peljto Arbitre vidéo : Fedayi San | Spectateurs : 41 609 Arbitrage : Irfan Peljto Arbitre vidéo : Fedayi San |

| 20 avril 2023 | ACF Fiorentina                                         | 2 - 3   | Lech Poznań                                                 | Stade Artemio-Franchi, Florence                                                 |                                                                                 |
| 18h45 CET     | Sottil 78e · Castrovilli 90+2e                         | (0 - 1) | 9e Sousa · 64e (pen.) Velde · 69e Sobiech                   | Spectateurs : 23 110 Arbitrage : Rade Obrenovič Arbitre vidéo : Nejc Kajtazovic | Spectateurs : 23 110 Arbitrage : Rade Obrenovič Arbitre vidéo : Nejc Kajtazovic |
| 18h45 CET     | Biraghi 19e · Milenković 35e · Terzić 63e · Venuti 68e | Rapport | 17e Sobiech · 24e Czerwiński · 83e Kvekveskiri · 88e Skóraś | Spectateurs : 23 110 Arbitrage : Rade Obrenovič Arbitre vidéo : Nejc Kajtazovic | Spectateurs : 23 110 Arbitrage : Rade Obrenovič Arbitre vidéo : Nejc Kajtazovic |

| 13 avril 2023 | KAA La Gantoise              | 1 - 1   | West Ham United                       | Ghelamco Arena, Gand                                                                 |                                                                                      |
| 18h45 CET     | Cuypers 57e                  | (0 - 1) | 45+3e Ings                            | Spectateurs : 19 037 Arbitrage : Tasos Sidiropoulos Arbitre vidéo : Agelos Evangelou | Spectateurs : 19 037 Arbitrage : Tasos Sidiropoulos Arbitre vidéo : Agelos Evangelou |
| 18h45 CET     | De Sart 47e · Piątkowski 73e | Rapport | 23e Downes · 34e Ogbonna · 87e Coufal | Spectateurs : 19 037 Arbitrage : Tasos Sidiropoulos Arbitre vidéo : Agelos Evangelou | Spectateurs : 19 037 Arbitrage : Tasos Sidiropoulos Arbitre vidéo : Agelos Evangelou |

| 20 avril 2023 | West Ham United                                 | 4 - 1   | KAA La Gantoise | Stade de Londres, Londres                                                        |                                                                                  |
| 21h00 CET     | Antonio 37e 63e · Paquetá 55e (pen.) · Rice 58e | (1 - 1) | 26e Cuypers     | Spectateurs : 53 475 Arbitrage : Orel Grinfeeld Arbitre vidéo : Roi Reinshreiber | Spectateurs : 53 475 Arbitrage : Orel Grinfeeld Arbitre vidéo : Roi Reinshreiber |
| 21h00 CET     |                                                 | Rapport | 18e Orban       | Spectateurs : 53 475 Arbitrage : Orel Grinfeeld Arbitre vidéo : Roi Reinshreiber | Spectateurs : 53 475 Arbitrage : Orel Grinfeeld Arbitre vidéo : Roi Reinshreiber |

| 13 avril 2023 | RSC Anderlecht             | 2 - 0   | AZ Alkmaar                                 | Stade d'Anderlecht, Anderlecht                                              |                                                                             |
| 21h00 CET     | Murillo 22e · Ashimeru 70e | (1 - 0) |                                            | Spectateurs : 18 157 Arbitrage : Daniel Siebert Arbitre vidéo : Harm Osmers | Spectateurs : 18 157 Arbitrage : Daniel Siebert Arbitre vidéo : Harm Osmers |
| 21h00 CET     | Refaelov 73e               | Rapport | 31e Beukema · 42e Pavlídis · 79e Reijnders | Spectateurs : 18 157 Arbitrage : Daniel Siebert Arbitre vidéo : Harm Osmers | Spectateurs : 18 157 Arbitrage : Daniel Siebert Arbitre vidéo : Harm Osmers |

| 20 avril 2023 | AZ Alkmaar                                                            | 2 - 0                 | RSC Anderlecht               | AFAS Stadion, Alkmaar                                                        |                                                                              |
| 18h45 CET     | Pavlídis 5e (pen.) 13e                                                | (2 - 0, 2 - 0, 2 - 0) |                              | Spectateurs : 19 500 Arbitrage : Davide Massa Arbitre vidéo : Marco Di Bello | Spectateurs : 19 500 Arbitrage : Davide Massa Arbitre vidéo : Marco Di Bello |
| 18h45 CET     | Reijnders 29e · Pavlídis 40e · Kerkez 59e · Mijnans 80e · Clasie 114e | Rapport               | 33e Diawara · 55e Amuzu ·    | Spectateurs : 19 500 Arbitrage : Davide Massa Arbitre vidéo : Marco Di Bello | Spectateurs : 19 500 Arbitrage : Davide Massa Arbitre vidéo : Marco Di Bello |
| 18h45 CET     | Clasie · Sugawara · Reijnders · Meerdink                              | Tirs au but 4 - 1     | Vertonghen · Kana · Sardella | Spectateurs : 19 500 Arbitrage : Davide Massa Arbitre vidéo : Marco Di Bello | Spectateurs : 19 500 Arbitrage : Davide Massa Arbitre vidéo : Marco Di Bello |

| 13 avril 2023 | FC Bâle                | 2 - 2   | OGC Nice                 | Parc Saint-Jacques, Bâle                                                     |                                                                              |
| 21h00 CET     | Amdouni 26e (pen.) 71e | (1 - 2) | 38e 45+1e Moffi          | Spectateurs : 21 277 Arbitrage : Glenn Nyberg Arbitre vidéo : Stuart Attwell | Spectateurs : 21 277 Arbitrage : Glenn Nyberg Arbitre vidéo : Stuart Attwell |
| 21h00 CET     | López 79e              | Rapport | 17e Amraoui · 24e Todibo | Spectateurs : 21 277 Arbitrage : Glenn Nyberg Arbitre vidéo : Stuart Attwell | Spectateurs : 21 277 Arbitrage : Glenn Nyberg Arbitre vidéo : Stuart Attwell |

| 20 avril 2023 | OGC Nice                                                                        | 1 - 2                 | FC Bâle                  | Stade de Nice, Nice                                                             |                                                                                 |
| 21h00 CET     | Laborde 9e                                                                      | (1 - 0, 1 - 1, 1 - 2) | 86e Augustin · 98e Adams | Spectateurs : 29 716 Arbitrage : Serdar Gözübüyük Arbitre vidéo : Dennis Higler | Spectateurs : 29 716 Arbitrage : Serdar Gözübüyük Arbitre vidéo : Dennis Higler |
| 21h00 CET     | Dante 38e · Boudaoui 56e · Bard 59e · Ramsey 90+4e · Pépé 90+6e · Thuram 105+1e | Rapport               | 32e Ndoye · 115e Lang    | Spectateurs : 29 716 Arbitrage : Serdar Gözübüyük Arbitre vidéo : Dennis Higler | Spectateurs : 29 716 Arbitrage : Serdar Gözübüyük Arbitre vidéo : Dennis Higler |

## Demi-finales
Les matchs aller se déroulent le 11 mai, et les matchs retour le 18 mai
| Équipe          | Aller | Total | Retour      | Équipe     |
| --------------- | ----- | ----- | ----------- | ---------- |
| ACF Fiorentina  | 1 - 2 | 4 - 3 | 3 - 1 a. p. | FC Bâle    |
| West Ham United | 2 - 1 | 3 - 1 | 1 - 0       | AZ Alkmaar |

| 11 mai 2023 | ACF Fiorentina | 1 - 2   | FC Bâle                           | Stade Artemio-Franchi, Florence                                                   |                                                                                   |
| 21h00 CET   | Cabral 25e     | (1 - 0) | 71e Diouf · 90+2e Amdouni         | Spectateurs : 34 276 Arbitrage : François Letexier Arbitre vidéo : Jérôme Brisard | Spectateurs : 34 276 Arbitrage : François Letexier Arbitre vidéo : Jérôme Brisard |
| 21h00 CET   |                | Rapport | 59e Nuhu · 72e Burger · 78e Ndoye | Spectateurs : 34 276 Arbitrage : François Letexier Arbitre vidéo : Jérôme Brisard | Spectateurs : 34 276 Arbitrage : François Letexier Arbitre vidéo : Jérôme Brisard |

| 18 mai 2023 | FC Bâle     | 1 - 3 a. p.           | ACF Fiorentina                                                                       | Parc Saint-Jacques, Bâle                                                              |                                                                                       |
| 21h00 CET   | Amdouni 55e | (0 - 1, 1 - 2, 1 - 2) | 35e 72e González · 120+10e Barák                                                     | Spectateurs : 36 000 Arbitrage : José María Sánchez Arbitre vidéo : Ricardo de Burgos | Spectateurs : 36 000 Arbitrage : José María Sánchez Arbitre vidéo : Ricardo de Burgos |
| 21h00 CET   | Burger 89e  | Rapport               | 21e Igor · 59e Ranieri · 89e González · 95e Ikoné · 104e Bonaventura · 120+10e Barák | Spectateurs : 36 000 Arbitrage : José María Sánchez Arbitre vidéo : Ricardo de Burgos | Spectateurs : 36 000 Arbitrage : José María Sánchez Arbitre vidéo : Ricardo de Burgos |

| 11 mai 2023 | West Ham United            | 2 - 1   | AZ Alkmaar                         | Stade de Londres, Londres                                                      |                                                                                |
| 21h00 CET   | Benrahma 67e · Antonio 76e | (0 - 1) | 41e Reijnders                      | Spectateurs : 59 412 Arbitrage : Halil Umut Meler Arbitre vidéo : Paolo Valeri | Spectateurs : 59 412 Arbitrage : Halil Umut Meler Arbitre vidéo : Paolo Valeri |
| 21h00 CET   | Paquetá 57e                | Rapport | 16e de Wit · 58e Clasie · 65e Ryan | Spectateurs : 59 412 Arbitrage : Halil Umut Meler Arbitre vidéo : Paolo Valeri | Spectateurs : 59 412 Arbitrage : Halil Umut Meler Arbitre vidéo : Paolo Valeri |

| 18 mai 2023 | AZ Alkmaar | 0 - 1   | West Ham United         | AFAS Stadion, Alkmaar                                                      |                                                                            |
| 21h00 CET   |            | (0 - 0) | 90+4e Fornals           | Spectateurs : 19 000 Arbitrage : Ivan Kružliak Arbitre vidéo : Marco Fritz | Spectateurs : 19 000 Arbitrage : Ivan Kružliak Arbitre vidéo : Marco Fritz |
| 21h00 CET   |            | Rapport | 60e Souček · 64e Kehrer | Spectateurs : 19 000 Arbitrage : Ivan Kružliak Arbitre vidéo : Marco Fritz | Spectateurs : 19 000 Arbitrage : Ivan Kružliak Arbitre vidéo : Marco Fritz |

## Finale
La finale se déroule le 7 juin 2023 au Eden Aréna de Prague en République tchèque.
| Équipe         | Score | Équipe          |
| -------------- | ----- | --------------- |
| ACF Fiorentina | 1-2   | West Ham United |

| 7 juin 2023 | ACF Fiorentina                                             | 1-2        | West Ham United                                           | Eden Aréna, Prague                               |                                                  |
| 21h00       | Bonaventura 67e                                            | (0-0)      | 62e (pen.) Benrahma · 90e Bowen                           | Spectateurs : 17 363 Arbitrage : Arbitre vidéo : | Spectateurs : 17 363 Arbitrage : Arbitre vidéo : |
| 21h00       | Mandragora 66e · Duncan 68e · Milenković 75e · Amrabat 85e | [ Rapport] | 31e Benrahma · 53e Aguerd · 90+1e Cresswell · 90+7e Bowen | Spectateurs : 17 363 Arbitrage : Arbitre vidéo : | Spectateurs : 17 363 Arbitrage : Arbitre vidéo : |

## Tableau final
|  | Huitièmes de finale | Huitièmes de finale | Huitièmes de finale | Huitièmes de finale |                 |                 | Quarts de finale | Quarts de finale | Quarts de finale | Quarts de finale |  |  | Demi-finales | Demi-finales | Demi-finales | Demi-finales |  |  | Finale                           | Finale | Finale | Finale |
|  |                     |                     |                     |                     |                 |                 |                  |                  |                  |                  |  |  |              |              |              |              |  |  |                                  |        |        |        |
|  |                     |                     |                     |                     |                 |                 |                  |                  |                  |                  |  |  |              |              |              |              |  |  | 7 juin 2023 - Eden Aréna, Prague |        |        |        |
|  | Lech Poznań         | Lech Poznań         | 2                   | 3                   |                 |                 |                  |                  |                  |                  |  |  |              |              |              |              |  |  |                                  |        |        |        |
|  | Lech Poznań         | Lech Poznań         | 2                   | 3                   |                 |                 |                  |                  |                  |                  |  |  |              |              |              |              |  |  |                                  |        |        |        |
|  | Djurgårdens IF      | Djurgårdens IF      | 0                   | 0                   |                 |                 |                  |                  |                  |                  |  |  |              |              |              |              |  |  |                                  |        |        |        |
|  | Djurgårdens IF      | Djurgårdens IF      | 0                   | 0                   | Lech Poznań     | Lech Poznań     | 1                | 3                |                  |                  |  |  |              |              |              |              |  |  |                                  |        |        |        |
|  |                     |                     |                     |                     | Lech Poznań     | Lech Poznań     | 1                | 3                |                  |                  |  |  |              |              |              |              |  |  |                                  |        |        |        |
|  |                     |                     | ACF Fiorentina      | ACF Fiorentina      | 4               | 2               |                  |                  |                  |                  |  |  |              |              |              |              |  |  |                                  |        |        |        |
|  | ACF Fiorentina      | ACF Fiorentina      | ACF Fiorentina      | ACF Fiorentina      | 4               | 2               | 1                | 4                |                  |                  |  |  |              |              |              |              |  |  |                                  |        |        |        |
|  | ACF Fiorentina      | ACF Fiorentina      |                     |                     |                 |                 |                  | 4                |                  |                  |  |  |              |              |              |              |  |  |                                  |        |        |        |
|  | Sivasspor           | Sivasspor           | 0                   | 1                   |                 |                 |                  |                  |                  |                  |  |  |              |              |              |              |  |  |                                  |        |        |        |
|  | Sivasspor           | Sivasspor           | 0                   | 1                   | ACF Fiorentina  | ACF Fiorentina  | 2                | 1                |                  |                  |  |  |              |              |              |              |  |  |                                  |        |        |        |
|  |                     |                     |                     |                     | ACF Fiorentina  | ACF Fiorentina  | 2                | 1                |                  |                  |  |  |              |              |              |              |  |  |                                  |        |        |        |
|  |                     |                     | FC Bâle             | FC Bâle             | 1               | 3               |                  |                  |                  |                  |  |  |              |              |              |              |  |  |                                  |        |        |        |
|  | FC Bâle             | FC Bâle             | FC Bâle             | FC Bâle             | 1               | 3               | 2                | 2 (4)            |                  |                  |  |  |              |              |              |              |  |  |                                  |        |        |        |
|  | FC Bâle             | FC Bâle             |                     |                     |                 |                 |                  | 2 (4)            |                  |                  |  |  |              |              |              |              |  |  |                                  |        |        |        |
|  | Slovan Bratislava   | Slovan Bratislava   | 2                   | 2 (1)               |                 |                 |                  |                  |                  |                  |  |  |              |              |              |              |  |  |                                  |        |        |        |
|  | Slovan Bratislava   | Slovan Bratislava   | 2                   | 2 (1)               | FC Bâle         | FC Bâle         | 2                | 2                |                  |                  |  |  |              |              |              |              |  |  |                                  |        |        |        |
|  |                     |                     |                     |                     | FC Bâle         | FC Bâle         | 2                | 2                |                  |                  |  |  |              |              |              |              |  |  |                                  |        |        |        |
|  |                     |                     | OGC Nice            | OGC Nice            | 2               | 1               |                  |                  |                  |                  |  |  |              |              |              |              |  |  |                                  |        |        |        |
|  | Sheriff Tiraspol    | Sheriff Tiraspol    | OGC Nice            | OGC Nice            | 2               | 1               | 0                | 1                |                  |                  |  |  |              |              |              |              |  |  |                                  |        |        |        |
|  | Sheriff Tiraspol    | Sheriff Tiraspol    |                     |                     |                 |                 |                  | 1                |                  |                  |  |  |              |              |              |              |  |  |                                  |        |        |        |
|  | OGC Nice            | OGC Nice            | 1                   | 3                   |                 |                 |                  |                  |                  |                  |  |  |              |              |              |              |  |  |                                  |        |        |        |
|  | OGC Nice            | OGC Nice            | 1                   | 3                   | ACF Fiorentina  | ACF Fiorentina  | 1                | 1                |                  |                  |  |  |              |              |              |              |  |  |                                  |        |        |        |
|  |                     |                     |                     |                     | ACF Fiorentina  | ACF Fiorentina  | 1                | 1                |                  |                  |  |  |              |              |              |              |  |  |                                  |        |        |        |
|  |                     |                     | West Ham United     | West Ham United     | 2               | 2               |                  |                  |                  |                  |  |  |              |              |              |              |  |  |                                  |        |        |        |
|  | KAA La Gantoise     | KAA La Gantoise     | West Ham United     | West Ham United     | 2               | 2               | 1                | 4                |                  |                  |  |  |              |              |              |              |  |  |                                  |        |        |        |
|  | KAA La Gantoise     | KAA La Gantoise     |                     |                     |                 |                 |                  | 4                |                  |                  |  |  |              |              |              |              |  |  |                                  |        |        |        |
|  | İstanbul Başakşehir | İstanbul Başakşehir | 1                   | 1                   |                 |                 |                  |                  |                  |                  |  |  |              |              |              |              |  |  |                                  |        |        |        |
|  | İstanbul Başakşehir | İstanbul Başakşehir | 1                   | 1                   | KAA La Gantoise | KAA La Gantoise | 1                | 1                |                  |                  |  |  |              |              |              |              |  |  |                                  |        |        |        |
|  |                     |                     |                     |                     | KAA La Gantoise | KAA La Gantoise | 1                | 1                |                  |                  |  |  |              |              |              |              |  |  |                                  |        |        |        |
|  |                     |                     | West Ham United     | West Ham United     | 1               | 4               |                  |                  |                  |                  |  |  |              |              |              |              |  |  |                                  |        |        |        |
|  | AEK Larnaca         | AEK Larnaca         | West Ham United     | West Ham United     | 1               | 4               | 0                | 0                |                  |                  |  |  |              |              |              |              |  |  |                                  |        |        |        |
|  | AEK Larnaca         | AEK Larnaca         |                     |                     |                 |                 |                  | 0                |                  |                  |  |  |              |              |              |              |  |  |                                  |        |        |        |
|  | West Ham United     | West Ham United     | 2                   | 4                   |                 |                 |                  |                  |                  |                  |  |  |              |              |              |              |  |  |                                  |        |        |        |
|  | West Ham United     | West Ham United     | 2                   | 4                   | West Ham United | West Ham United | 2                | 1                |                  |                  |  |  |              |              |              |              |  |  |                                  |        |        |        |
|  |                     |                     |                     |                     | West Ham United | West Ham United | 2                | 1                |                  |                  |  |  |              |              |              |              |  |  |                                  |        |        |        |
|  |                     |                     | AZ Alkmaar          | AZ Alkmaar          | 1               | 0               |                  |                  |                  |                  |  |  |              |              |              |              |  |  |                                  |        |        |        |
|  | RSC Anderlecht      | RSC Anderlecht      | AZ Alkmaar          | AZ Alkmaar          | 1               | 0               | 1                | 1                |                  |                  |  |  |              |              |              |              |  |  |                                  |        |        |        |
|  | RSC Anderlecht      | RSC Anderlecht      |                     |                     |                 |                 |                  | 1                |                  |                  |  |  |              |              |              |              |  |  |                                  |        |        |        |
|  | Villarreal CF       | Villarreal CF       | 1                   | 0                   |                 |                 |                  |                  |                  |                  |  |  |              |              |              |              |  |  |                                  |        |        |        |
|  | Villarreal CF       | Villarreal CF       | 1                   | 0                   | RSC Anderlecht  | RSC Anderlecht  | 2                | 0 (1)            |                  |                  |  |  |              |              |              |              |  |  |                                  |        |        |        |
|  |                     |                     |                     |                     | RSC Anderlecht  | RSC Anderlecht  | 2                | 0 (1)            |                  |                  |  |  |              |              |              |              |  |  |                                  |        |        |        |
|  |                     |                     | AZ Alkmaar          | AZ Alkmaar          | 0               | 2 (4)           |                  |                  |                  |                  |  |  |              |              |              |              |  |  |                                  |        |        |        |
|  | Lazio Rome          | Lazio Rome          | AZ Alkmaar          | AZ Alkmaar          | 0               | 2 (4)           | 1                | 1                |                  |                  |  |  |              |              |              |              |  |  |                                  |        |        |        |
|  | Lazio Rome          | Lazio Rome          |                     |                     |                 |                 |                  | 1                |                  |                  |  |  |              |              |              |              |  |  |                                  |        |        |        |
|  | AZ Alkmaar          | AZ Alkmaar          | 2                   | 2                   |                 |                 |                  |                  |                  |                  |  |  |              |              |              |              |  |  |                                  |        |        |        |
|  | AZ Alkmaar          | AZ Alkmaar          | 2                   | 2                   |                 |                 |                  |                  |                  |                  |  |  |              |              |              |              |  |  |                                  |        |        |        |
|  |                     |                     |                     |                     |                 |                 |                  |                  |                  |                  |  |  |              |              |              |              |  |  |                                  |        |        |        |